# Mineralogical Society of Great Britain and Ireland
Die Mineralogical Society of Great Britain and Ireland wurde 1876 in London gegründet und umfasst neben Mineralogie die Gebiete Kristallographie, Geochemie, Petrologie, Umwelt-Geologie und Wirtschaftsgeologie. Sitz ist Twickenham.
Zuvor gab es nur kurzzeitig eine British Mineralogical Society (bis 1806), die Mineralogen waren danach in der Geological Society of London vertreten. Schließlich unternahm der Dozent für Bergbau und Mineralogie in Cornwall Joseph Henry Collins (1841–1916) einen erneuten Anlauf, der zur Gründung der Gesellschaft führte. Erster Präsident war Henry Clifton Sorby und Sekretär Collins.
Sie geben das Mineralogical Magazine heraus und haben eine Zeitschrift für Mitglieder Elements. Außerdem geben sie die Zeitschrift Clay Minerals heraus, mit der European Mineralogical Union die EMU Notes in Mineralogy und Bücher in mehreren Buchreihen.
Seit 1990 vergeben sie den Schlumberger Award. Außerdem gibt es Ehrenmitgliedschaften.

## Ehrenmitglieder
Jeweils mit Ernennungsdatum
- James Dwight Dana (1877)
- Paul Heinrich von Groth (1877)
- Henry How (1828–1879), Kanada (1877)
- Léon Moissenet (1831–1906), Frankreich (1877)
- Knud Johannes Vogelius Steenstrup (1842–1913), Dänemark (1877)
- J. F. J. Ohnstrum (gest. 1894), Dänemark (1877)
- Peter Waage (1833–1900), Norwegen (1877)
- Theodor Kjerulf, Norwegen (1877)
- Hans Morten Thrane Esmark (1801–1882[2]), Norwegen (1877)
- Adolf Erik Nordenskiöld, Schweden (1877)
- George Jarvis Brush (1831–1912), USA (1879)
- Bernhard von Cotta (1879)
- Gabriel Auguste Daubrée (1814–1896), Frankreich (1879)
- Alfred Des Cloizeaux, Frankreich (1879)
- Achille Ernest Oscar Joseph Delesse (1817–1881), Frankreich (1879)
- Hanns Bruno Geinitz (1879)
- Karl Friedrich Rammelsberg (1879)
- Gerhard vom Rath (1879)
- Alphonse Francois Renard (1842–1903), Belgien
- Harry Rosenbusch (1879)
- Fridolin Sandberger (1879)
- Gustav Tschermak (1879)
- Quintino Sella (1827–1884), Italien (1879)
- Fredrik Johan Wiik (1839–1909), Finnland
- Ernst Ludwig (1842–1915), Österreich (1883)
- Émile Bertrand (1844–1909), Frankreich
- Nikolaus Maximilianowitsch von Leuchtenberg (1843–1891 Nikolaus de Beauharnais), Russland
- Viktor von Lang (1921)
- Aristides Brezina (1848–1909), Österreich (1895)
- Carl Klein (1842–1907), Deutschland (1895)
- Waldemar Christofer Brøgger (1895–1940)
- Edward Salisbury Dana, USA (1897–1935)
- Ferdinand André Fouqué (1828–1904), Frankreich (1898)
- Alfred Lacroix, Frankreich (1900)
- Antonio D’Archiardi (1839–1902), Italien (1902)
- Theodor Liebisch (1903)
- Giovanni Strüver (1842–1915), Italien (1903)
- Samuel Lewis Penfield, USA (1904)
- Heinrich Adolph Baumhauer (1905)
- Salvador Calderón y Arana (1851–1911), Spanien (1909)
- Giuseppe Raimondo Pio Cesàro (1849–1939), Belgien (1909)
- Friedrich Becke (1909)
- Jewgraf Stepanowitsch Fjodorow (E.S. Federov) (1910)
- Victor Mordechai Goldschmidt (1912–1933)
- Carlo Maria Viola (1855–1925), Italien (1912)
- Frédéric Wallerant (1858–1936), Frankreich (1913)
- Frank Wigglesworth Clarke (1847–1931), USA (1913)
- Reinhard Brauns (1926)
- Louis Duparc (1866–1932), Schweiz (1926)
- Friedrich Rinne (1926)
- Victor Moritz Goldschmidt (1933)
- Paul Niggli (1933)
- Alexander Jewgenjewitsch Fersman (1934–1945)
- Charles Palache (1937)
- T. L. Walker (1867–1942, Prof. in Toronto), Kanada (1937)
- Jean Orcel (1896–1978), Frankreich (1945)
- Waldemar Theodore Schaller, USA (1945)
- Alexei Wassiljewitsch Schubnikow (1945)
- František Slavík (1876–1957), CSSR (1945)
- Martin A. Peacock (1898–1950), Kanada
- Percy Dudgeon Quensel (1950)
- Frederick Eugene Wright (1877–1953), USA (1950)
- William Noel Benson (1885–1957), Neuseeland (1954)
- Norman L. Bowen, USA (1954)
- Henri Buttgenbach (1874–1964), Belgien (1958)
- Mark Chance Bandy (1900–1963), USA
- Felix Machatschki (1962)
- Paul Ramdohr (1962)
- Tei-ichi Ito (gest. 1980), Japan (1962)
- Thomas F. W. Barth (1965)
- Harry von Eckermann (1886–1969), Schweden (1966)
- Arthur Francis Buddington (1890–1980), USA (1966)
- Thure Georg Sahama (1910–1983), Finnland (1966)
- Nikolai Wassiljewitsch Below (1891–1982) (UdSSR) (1971)
- Leonard G. Berry (1914–1982), Kanada (1971)
- Paul Francis Kerr (1897–1981), USA (1972)
- George W. Brindley (1905–1983), USA (1972)
- Wladimir Stepanowitsch Sobolew (1908–1982), UdSSR (1978)
- Dmitry Sergeevitch Korzhinsky (gest. 1986), UdSSR (1983)
- Ralph Early Grim (1902–1989), USA (1970)
- Adolf Pabst (1970)
- A. E. Ringwood (1983)
- Horace Winchell (1915–1993), USA (1983)
- Linus Pauling (1968)
- Sturges W. Bailey, USA (1992)
- Michael Fleischer (1972)
- Clifford Frondel, USA (1966)
- Karl Hugo Strunz (1971)
- Iwan Kostow (1913–2004), Bulgarien (1973)
- Joseph V. Smith (1928–2007), USA (1983)
- Hatten S. Yoder (1983)
- Werner F. Schreyer (1988)
- Joseph Anthony Mandarino (1929–2007), Kanada (1992)
- Shohei Banno (gest. 2008), Japan (1992)
- Ernest Henry Nickel (1925–2009), Australien (2008)
- Brian Harold Mason (1917–2009), Neuseeland (1986)
- James B. Thompson, USA (1992)
- Peter John Wyllie (1976)
- William Sefton Fyfe (1927–2013), (1983)
- Douglas S. Coombs, Neuseeland (1986)
- G. V. Gibbs, USA, Virginia Tech (1988)
- Charles T. Prewitt, USA (1988)
- Bernard Evans (B. W. Evans), USA (1995)
- Victor A. Drits, Russland (1995)
- Emil Constantinescu, Rumänien (1997)
- Anthony J. Naldrett (Tony Naldrett, * 1933), Kanada (2002)
- Ichiro Sunagawa, Japan (2002)
- Martine Lagache, Frankreich (2003)
- Ian S. E. Carmichael, USA (2004)
- Alexandra Navrotsky (2004)
- David H. Green (2004)
- Joseph W. Stucki (2010)

Ehrenmitglieder auf Lebenszeit (Honorary Life Fellows):
- A. M. Clark (1997–)
- B. E. Leake (2004–)
- D. C. Bain (2008–)
- E. Whittaker (2010–)
- R. A. Howie (1994–2012)

## Schlumberger Award
Der Schlumberger Award wurde von Schlumberger Cambridge Research gesponsert und 1990 bis 2020 für Leistungen in Mineralogie verliehen. Preisträger waren:
- 1990 Michael Jeffrey Wilson (* 1937)
- 1991 Bernard Wood (Bernie Wood)
- 1992 Ian S. E. Carmichael (1930–2011)
- 1993 Ian Parsons
- 1994 Frank Hawthorne
- 1995 Paul Ribbe
- 1996 Mike Henderson (C. M. B. Henderson)
- 1997 Tony Fallick
- 1998 Ekhard Salje
- 1999 David Price
- 2000 Paul Nadeau
- 2001 Tim Holland (T. J. B. Holland)
- 2002 Christopher Hawkesworth
- 2003 Hugh O’Neill
- 2004 Dave Manning (D. A. C. Manning)
- 2005 Reinhard Boehler
- 2006 David J. Vaughan
- 2007 Roger Powell
- 2008 Dave Rubie
- 2009 John Brodholt
- 2010 Randy Parrish
- 2011 Georges Calas
- 2012 Simon Redfern
- 2013 Michael A. Carpenter
- 2014 Barbara Mayer
- 2015 Simon Harley
- 2016 Liane G. Benning
- 2017 Maggie Cusack
- 2018 Jonathan Lloyd
- 2019 Sergey Krivovichev
- 2020 Geoffrey Michael Gadd